# Chapelle Notre-Dame-des-Vertus de Noblehaye
La chapelle Notre-Dame-des-Vertus est un édifice religieux catholique sis à Noblehaye, un hameau de Bolland (commune de Herve), en province de Liège (Belgique). Une première construction du XVIIe siècle est remplacée par la chapelle actuelle datant de 1707. Ancien centre de pèlerinage marial, la chapelle est classée au patrimoine de Wallonie depuis 1934. On y célèbre régulièrement l’Eucharistie.

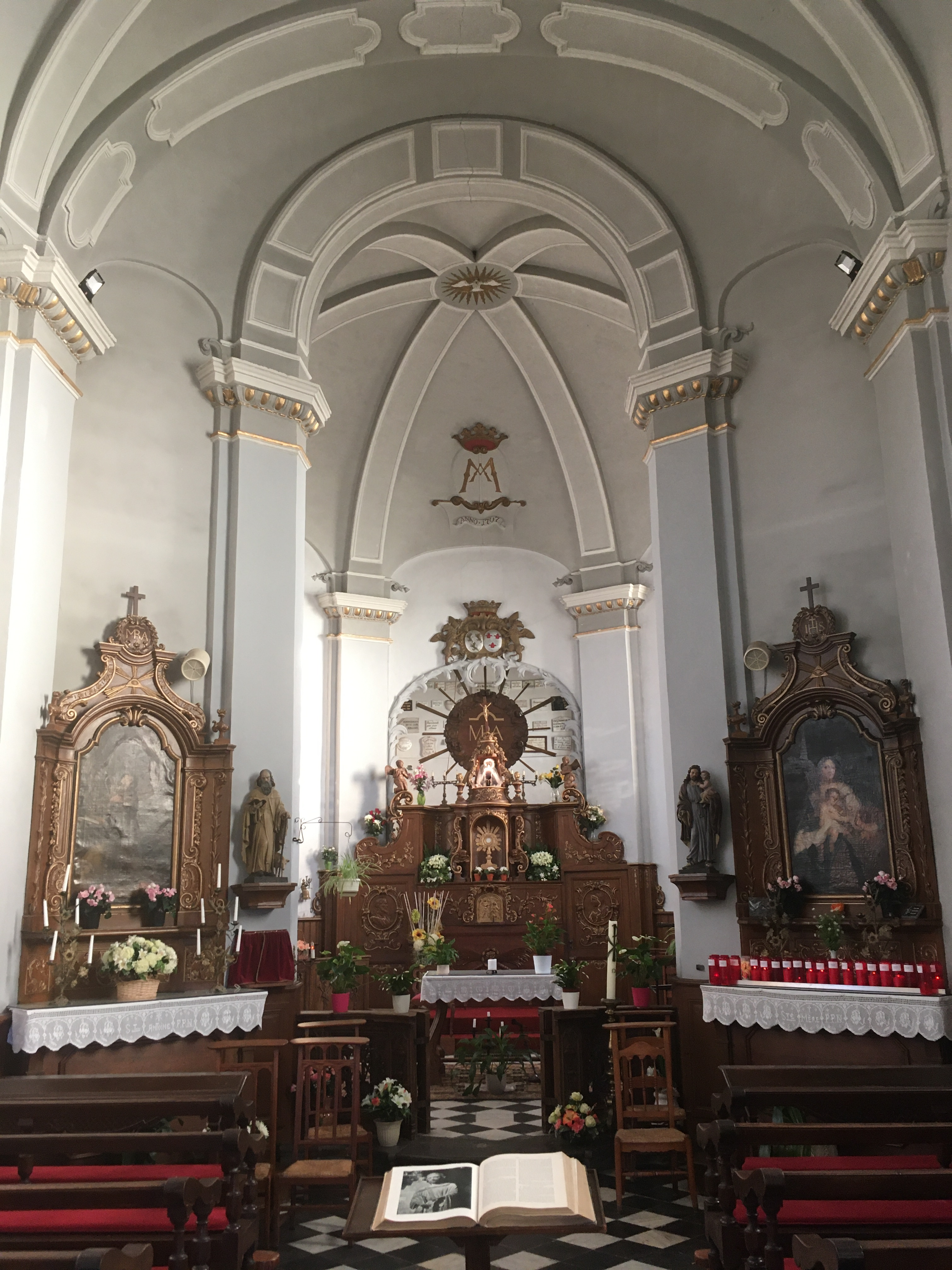
Intérieur de la chapelle

## Histoire
Selon la tradition - mêlée de légende - les origines de la chapelle remonteraient au début du XVIIe siècle. Des soldats qui bivouaquaient à Noblehaye, hameau de la seigneurie libre de Bolland, auraient eu l’attention attirée par une lumière éclatante émanant d’un arbre. S’en approchant ils virent une statuette de la Vierge Marie. Averti de la découverte, le curé du village se serait rendu sur les lieux en procession et aurait rapporté la statuette dans l’église du village. Le lendemain, à la surprise générale, la statuette se retrouve à l’endroit que la Vierge Marie avait choisi. Les villageois comprirent le message et s’empressèrent alors d’y bâtir une chapelle. Et bientôt de nombreux pèlerins lui rendent visite, d’autant plus qu’on lui attribue des propriétés miraculeuses.
Sous l'impulsion du curé de Bolland, Antoine de Sarémont, la chapelle actuelle fut construite en 1707, avec les dons des pèlerins et le soutien financier du seigneur de Bolland, le comte Adrien de Lannoy-Wignacourt. Le sanctuaire, un édifice de forme hexagonal surmonté d’une coupole, date de cette époque. Une nef voutée de deux travées fut ajoutée en 1745.
Après de longues années d’abandon la chapelle attire l’attention des amis du patrimoine de Wallonie et elle est classée en 1934. Il faut encore de nombreuses années avant qu’elle ne reçoive une restauration complète – ce sera de 1971 à 1973 - grâce à l’appui d’une association locale d’Amis de la chapelle de Noblehaye’, qui obtient également qu’un prêtre la visite régulièrement pour y recevoir les pèlerins et célébrer l’Eucharistie.

## Description
La nef voutée est longue de deux travées se prolonge en un sanctuaire hexagonal (avec sacristie) surmonté d’une coupole nervée. Le fronton de la chapelle est orné d’une niche où se trouve une statue de là Vierge Marie et porte les blasons du comte de Lannoy et de sa femme Constance de Wignacourt. La date de 1707 y est indiquée.

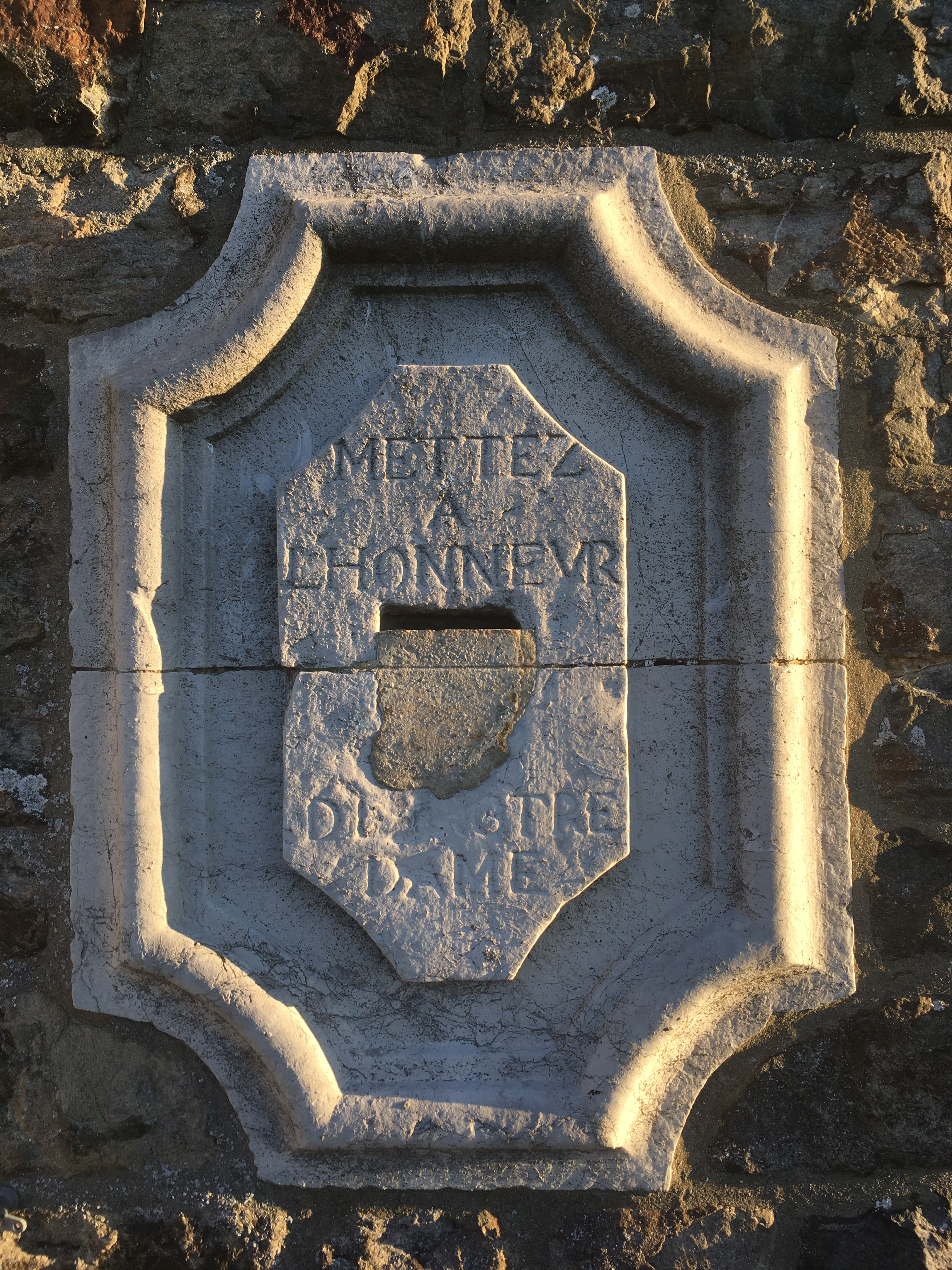
Un tronc en pierre, à l'intérieur de la chapelle

## Patrimoine
- La statue, dite ‘miraculeuse’, de Notre-Dame-des-Vertus[1] n’a pas plus de 10 centimètres de hauteur. Elle trône au dessus du maître-autel.
- Le maître-autel, au dessus duquel trône la statue de la Vierge Marie, est de style Louis XV et date de 1767. Il est œuvre d’Arnold d'Outrewe et Charles Antoine Galhausen. La table d'autel en marbre date de 1878
- Les deux autels latéraux, également de style Louis XV, datent du troisième quart du XVIIIe siècle.
- La chaire de vérité, en bois de chêne, date d'environ 1750.
- Plusieurs statues de saints, en bois polychrome (XVIIe siècle)-
- Deux toiles de l’artiste Sébastien Wiart : ‘Saint Antoine, abbé’ et ‘Marie avec l’Enfant-Jésus et Jean-Baptiste’ (1782).